# 설영범
설영범(薛永凡, 1952년 8월 19일 (음력 7월 11일) ~ )은 대한민국의 성우이다. 1970년 기독교 방송에 작가지망생으로 들어갔다. 이후 1976년 DBS 동아방송 성우로 입사했으며, 언론통폐합으로 현재는 KBS 14기로 분류된다. 한국방송 성우극회 소속.

## 학력
- 서라벌고등학교 졸업

## 출연작

### 애니메이션
- 페어리 테일(챔프) - 로브
- 헬보이 - 아이언펀치(챔프) - 브룸
- 메타제트 (KBS) - 커티스
- 가필드 - 알린
- 태극천자문 (KBS) - 디가, 아단
- 고르고 13 (투니버스) - 영
- 곰돌이 푸 (KBS) - 티거
- 곰돌이 푸 (비디오) / 티거 무비 / 곰돌이 푸 2011 - 티거
- 공자전 (KBS) - 맹희자, 장흥, 경공
- 근육맨 (비디오) - 라면맨
- 기동무투전 G건담 (투니버스) - 해설, 미키 박사
- 까치의 날개 (KBS) - 우체부, 교장 선생님
- 꼬마유령 캐스퍼 (KBS) - 아빠
- 꼬마유령 캐스퍼 (비디오) - 하비
- 내 친구 티거와 푸 (디즈니 채널) - 티거
- 너는 특별하단다 (비디오) - 하나님
- 노틀담의 꼽추 - 피버스
  - 노틀담의 꼽추 2 - 피버스
- 날아라 슈퍼보드(KBS) - 용데스 백작
- 녹색전차 해모수(KBS) - 굿포
- 달려라! 하니 (KBS) - 창수 아빠
- 데블 파이터 (KBS) - 대마왕 루시퍼 / 푸투스 / 킹블 / 적기
- 드래곤볼 (비디오) - 무천도사
- 드래곤볼Z (투니버스) - 인조인간 20호
- 드래곤볼 카이 (애니원) - 무천도사
- 디즈니 만화동산: 욕심쟁이 오리아저씨 (96년 더빙판/KBS) - 스크루지 맥덕
- 라따뚜이 (영화) - 쟝고
- 레고 시티 어드벤처 - 해설
- 레스톨 특수구조대 (KBS) - 경혈타워 감독
- 레이디와 트램프 (비디오) - 해설, 자끄, 애완가게 주인
- 로빈 후드 (비디오) - 존 왕자
- 록맨 에그제 (투니버스) - 우드맨, 와이리 박사, 쉐도우맨, 네이팜맨
  - 록맨 에그제 스트림 (투니버스) - 와이리 박사
  - 록맨 에그제 엑세스 (투니버스) - 쉐도우맨
- 마스크 (비디오) - 캘러웨이 경관
- 마스터 키튼 (투니버스) - 휀더스 경
- 몬스터 주식회사 (비디오) - 터리
- 몬타나 존스 (MBC) - 슬람, 그외
- 명탐정 코난 (투니버스) - 최태선, 임은삼
  - 명탐정 코난: 100만 달러의 오릉성 - 나카모리 긴조
- 괴도 키드 (투니버스) - 임은삼
- 무적용사 사자왕 (투니버스) - 호호 도사
- 미녀와 야수 2 (비디오) - 포르테
- 미미의 컴퓨터 여행 (KBS)
- 바람처럼 구름처럼 (투니버스) - 해설
- 바블검 크라이시스 (비디오) - 퀸시
- 바블검 크라이시스 (투니버스) - 로젠 크로이츠, AD 폴리스 상사
- 바스토프 레몬 (KBS) - 하딤 시장, 의사, 도서관 안내
- 붉은매 (SBS) - 단주
- 붕가부 (KBS) - 왕복
- 삼국지 (KBS) - 관우
- 성투사 성시 1기 (세인트 세이야/비디오) - 아레스, 아이언, 해설
- 세익스피어 명작만화 : 윌리엄 텔의 모험 (SBS) - 윌리엄 텔
- 소년탐정 김전일 극장판 : 죽음의 딥블루 (투니버스) - 황만식 회장
- 슈퍼 마리오 (SBS) - 루이지
- 新 독수리 5형제 (SBS) - 붉은 전사 리더
- 아마게돈 (KBS) - 델타 8988
- 아발로 왕국의 엘레나 (디즈니 채널) - 프란시스코
- 아이스 에이지 - 매머드 맨프레드
- 아틀란티스: 잃어버린 제국 (비디오) - 해설, 빈센쪼 '비니' 산토리니
- 알라딘 2:돌아온 자파 - 아비스 말
- 엑소특공대 (SBS) - 마르살라
- 열대펭귄 페닝 (MBC) - 부그 박사
- 영혼기병 라젠카 (MBC) - 루드라
- 오리대장 꽉꽉 (SBS) - 헹크
- 올림포스 가디언 : 기간테스 대역습 (영화) - 하이데스
- 왈가닥 작은 아씨 (KBS) - 베어 선생님
- 왕부리 팅코 (SBS) - 돈질라
- 요정 크리스타 2 (비디오) - 두목
- 은하영웅전설 (비디오) - 볼프강 미터마이어, 프리드리히 4세, 메르카츠, 욥 트류니히트, 비텐펠트, 더스티 아텐보로, 우란푸, 베르겐그륀
- 이상한 나라의 폴 (KBS) - 마왕
- 이집트 왕자 (비디오) - 호텝
- 인형 보물섬 (KBS) - 스믈렛 선장
- 위대한 명탐정 바실(영화) - 하이럼 플래버셤
- 원피스 오리지널 - 볼사리노
  - 원피스 스탬피드 - 키자루
- 지구는 초록별 (KBS) - 아빠
- 지미 뉴트론(영화) - 지미 아빠
- 짱구는 못말려 (SBS) - 원장 선생님, 해설, 액션가면 해설, 짱구 할아버지
- 채채퐁 김치퐁 (KBS) - 촌장, 검은 쥐, 리페 박사, 크라노스
- 천방지축 하니 (KBS) - 잡지사 편집장
- 카우보이 비밥 (투니버스) - 지라프
- 카툰네크워크 무무와 꼬꼬 (투니버스) - 플루이 선생님, 래리
- 카툰네트워크 족제비 I AM - 족제비
- 타이탄 A.E (비디오) - 샘 터커 박사
- 탑 블레이드 (SBS) - 장삼봉 회장, 민이 할아버지, 미국 대통령, 더글라스 장관
- 탑블레이드 V (SBS) - 강민 할아버지, 장삼봉 회장
- 팽이대전 G블레이드 (SBS) - 강민 할아버지
- 플란더스의 개 - 한스
- 피터팬 (KBS) - 제임스 후크 선장
- 황금의 팔 (MBC) - 현 선생님
- 80일간의 세계일주 (투니버스) - 픽스
- AWOL (투니버스)
- SOS 동물 구조대 (KBS) - 다람쥐, 애비게일 아빠
- 우주인 뱀파이어 (VIDEO) - 리 백작
- 마스크 (SBS)
- 황금의 팔 (MBC) - 현선생
- 독수리 5형제 (SBS) - 붉은 전사 리더(건의 아버지)
- 바다소년 트리톤 (KBS) - 도리에트
- 셰익스피어 명작만화 윌리엄 텔의 모험 (SBS) - 윌리엄 텔
- 햇살나무 (KBS) - 햇살나무
- 사이보그 009 (애니맥스) - 아이작 길모어 박사
- 졸업 - 세일러 빅토리 (애니맥스) - 경찰청장
- 웨이사이드 (니켈로디언) - 교장 선생님
- 너는 특별하단다 (VIDEO) - 하느님
- 극장판 올림포스 가디언 기간테스 대역습 - 하데스
- 따끈따끈 베이커리 (투니버스) - 할아버지
- 사무라이 참프루 (투니버스) - 마다키
- 몬스터 (투니버스) - 페트르 챠베크
- 말짱 꽝돌이 (투니버스) - 모잘난 박사
- 코라의 전설 (니켈로디언) - 텐진
- 명탐정 코난: 은빛 날개의 마술사 - 임은삼 반장
- 왕괴짜 돈만이 (챔프) - 나 집사
- 키마의 전설 (카툰 네트워크) - 라그라비스
- 드래곤볼 극장판 신룡의 전설 (애니박스) - 무천도사
- 무적의 왕자 라이온 (KBS) - 원숭이
- 유니크론과 변신로보트 (KBS) - 프렌지, 슈라프넬
- 곰돌이와 숲 속 친구들 (EBS)
- 달려라 카카 (EBS) - 해설
- 리틀 피플 (EBS) - 해설
- 마이너리그 (EBS) - 해리
- 머털도사 (EBS) - 누덕도사
- 샐러리맨 딜버트 (EBS) - 부장
- 세계명작동화 (EBS) - '걸리버 여행기'편 총리대신
- 심슨 가족 (EBS) - 네드, 켄트 브록맨
- 우리는 곰돌이 가족 (EBS) - 아빠곰
- 코알라 탐정 아치볼드 (EBS) - 지오바니
- 키리쿠와 마녀 (EBS) - 할아버지
- 원피스 (대원방송) - 키자루
- 스머프: 비밀의 숲 - 가가멜
- 포켓몬스터 (재능TV) - 클라벨

### 전담배우
- 토미 리 존스
  - 맨 인 블랙/맨 인 블랙2(KBS) - 케이
  - 프레리 홈 컴패니언(KBS) - 크루넷
  - 언더시즈(KBS) - 스트라닉스 빌리
  - 헌티드(KBS) - L.T.본햄
  - 볼케이노(KBS) - 마이크 로크
  - 의뢰인(KBS) - 폴 트리그
  - JFK(KBS) - 클레이 쇼
- 제러미 아이언스
  - 다이하드3(KBS) - 시몬 페터 그루버
  - 미션(SBS) - 가브리엘 신부
  - 레이디스 앤 젠틀맨(KBS) - 발렌타인
  - 영혼의 집(KBS) - 에스테반
- 피터 카팔디
  - 닥터후(KBS) - 12대 닥터
  - 삼총사(KBS) - 추기경
  - 패딩턴(KBS) - 커리
  - 위대한 탄생(KBS) - 발타사르

### 영화
- 매버릭 (KBS) - 제독 (제임스 코번) / 포커하는 남자(아트 라플러)
- 슈퍼맨 3 (KBS) - 거스 (리차드 프라이어)
- 영웅 알베르 (KBS) - 해설
- 오명 (KBS) - 마티스 (이반 트리에솔트)
- 인간 로케티어 (KBS) - 하워드 휴즈 (테리 오퀸) / 배우 / 경기 중계 방송
- 007 두 번 산다 (KBS) - 다나카(단바 데쓰로) / 해군 사령관(존 스톤)
- 13번째 전사 (KBS) - 불바이 (블라디미르 쿨리치)
- 에어 포스 원(SBS) - 대통령(해리슨 포드)
- 다이하드(SBS) - 엘리스(하트 보크너) / 한스의 부하(게리 로버츠)
- 파이널 디씨전(KBS) - 나지(데이비드 수셰이)
- 아스테릭스(KBS, SBS) - 시저(조트프리드 존)
- 소림축구(KBS, SBS) - 강웅(사현)(KBS), 아봉(오맹달)(SBS)
- 트로이(SBS) - 메넬라우스(브렌던 글리슨)
- 고야의 유령(KBS) - 고야(스텔란 스카르스고르드)
- 블랙 벌룬(KBS) - 사이먼(에릭 톰슨)
- 룩 앳 미(SBS) - 카사르(장 피에르 바크리)
- 반지의 제왕: 두 개의 탑(SBS) - 엘론드(휴고 위빙)
- 반지의 제왕: 왕의 귀환(SBS) - 엘론드(휴고 위빙)
- 사랑의 묘약(SBS) - 오스카르
- 외계에서 온 우뢰매 - 에스퍼맨(심형래)
- 외계에서 온 우뢰매 전격 쓰리 작전(SBS) - 루시퍼(안대욱)
- 뉴머신 우뢰매 5 - 지구방위 사령관(박암)
- 브로큰 애로우(SBS) - 디킨즈(존 트라볼타)
- 화이트 마사이(KBS)
- 허트 로커(KBS) - 군위관(크리스천 카마고)
- 카틴(KBS) - 얀 교수(마야 코모로브스카)
- 아이언맨(KBS) - 오베디어 스테인(제프 브리지스)
- 미네소타 트윈스(SBS) - 오파렐(데니스 파리나)
- 마지막 지하철(SBS)
- 굿모닝 베트남(KBS) - 윌리엄, 마티니(로버트 월)
- 처음 만나는 자유(SBS) - 수재나 아버지
- 딥 임팩트(SBS) - 베크 대통령(모건 프리먼)
- 동굴속의 비밀(SBS)
- 딥 스타 식스(SBS) - 블라크
- 스타워즈4(KBS) - 루크의 삼촌
- 매드맥스(SBS) - 반장(로저 워드)
- 세 남자와 아기 바구니 : 18년 후(SBS) - 피에르(롤랑 지로)
- 스파이 키드 2: 잃어버린 꿈들의 섬(SBS) - 도나곤(마이크 저지)
- 블랙 독(SBS) - 얼(랜디 트레비스)
- 케이브(SBS) - 니콜라이(마르첼 이우레슈)
- 투 터프 가이즈(SBS) - 파코(안토니오 레시네스)
- 더 바디(SBS) - 모세(존 슈러넬)
- 텍사스 레인저(SBS) - 린더 맥널리(딜런 맥더못)
- 플레전트빌(SBS) - 조지(윌리엄 H. 머시)
- 라스트 패트롤(SBS) - 제이수스(지저스)(줄리아노 메르)
- 바이센테니얼 맨(SBS) - 리처드 마틴(샘 닐)
- 인 드림스(SBS)
- 구름 속의 산책(SBS) - 알베르토(지안 카를로 지아니니)
- 늑대와 춤을(SBS) - 던바 중위(케빈 코스트너)
- 사운드 오브 뮤직(SBS) - 맥스(리처드 헤이든)
- 인디펜던스 데이(SBS) - 데이빗(제프 골드블룸)
- 진실(SBS) - 헤라르도 에스코바(스튜어트 윌슨)
- 투명인간의 사랑(SBS) - 젱킨스(샘 닐)
- 배트맨2(SBS) - 맥스(크리스토퍼 워컨)
- 어글리 우먼(SBS) - 알바스 반장
- 데스티네이션(SBS)
- 나의 아름다운 비밀(SBS) - 조지프(볼렉 폴리프카)
- 쟈니 핸섬(SBS) - 레이프(랜스 헨릭슨)
- 위대한 사랑(SBS)
- 마이 라이프(SBS) - 폴(브래들리 휫퍼드)
- 용행천하(KBS) - 무술 사범(두위화)
- 이유없는 반항(KBS) - 레이(에드워드 플랫)
- 미스터 디즈(KBS) - 부회장
- 폭풍의 월요일(KBS) - 코스모
- 언더시즈 2(KBS) - 트래비스 데인(에릭 보고전)
- 크로커다일 던디2(KBS) - 믹 던디(폴 호건)
- 일요일의 아이들(KBS) - 뷔 아버지(토미 베그렌)
- 붉은 기관차(KBS) - 알렉스(테드 레빈)
- 플래툰(KBS) - 엘리어스 중사(윌럼 더포)
- 석양의 갱들(KBS) - 존(제임스 코번)
- 트리플 엑스(KBS) - 요르기(마르톤 초카시)
- 그 남자는 거기 없었다(KBS) - 에드 크레인(빌리 밥 손턴)
- 다크 블루(KBS) - 홀랜드 국장(칸디 알렉산더)
- 뒤죽박죽 고향방문(KBS) - 이너스(소니 슈로이어)
- 에드우드(KBS) - 크리스 웰(제프리 존스)
- 신과 함께 가라(KBS) - 클라우디우스(하인스 트릭스너)
- 복수의 실락원(KBS) - 드미트리(피터 오노라티)
- 복수무정(MBC)
- 비상근무(KBS) - 싸이(클리프 커티스)
- 유덕화의 도망자(KBS) - 아상
- 크리스마스 캐럴(KBS) - 밥(게리 올드먼)
- 헌티드 힐(KBS) - 프라이스(제프리 러시)
- 아버지의 그늘(KBS) - 요흔(클라우스 J. 베런트)
- 바라바(KBS) - 베드로
- 백야(KBS) - 레이먼드(그레고리 하인스)
- 대부3(KBS) - B.J. 해리슨(조지 해밀턴)
- 로빈 후드: 도둑들의 왕자(MBC) - 노팅검 부사(앨런 릭먼)
- 웰컴 미스터 맥도날드(KBS) - 호리노우치(후세 아키라)
- 세컨드 와이프(SBS) - 포스코(라자르 리스토프스키)
- 지옥의 묵시록 : 리덕스(KBS)
- 핀지콘티니가의 정원(KBS)
- 스튜어트 리틀(KBS) - 스노벨(네이선 레인)
- 스튜어트 리틀 2(KBS) - 스노벨(네이선 레인)
- 미이라 1(KBS) - 아르데스(오데드 페르)
- 미이라 2(KBS) - 아르데스(오데드 페르)
- 줄리엣을 위하여(KBS)
- 하일복성(KBS)
- 트루 라이즈(KBS) - 살림 아부 아지즈(아트 맬릭)
- 오리엔트 특급 살인 사건(KBS) - 피에르(장피에르 카셀)
- 파이어 스톰(KBS) - 카지(블라디미르 쿨리치)
- 101마리 달마시안(KBS)
- 라스트 모히칸(KBS)
- 라간(KBS) - 이사르 / 워런 소령
- 케인호의 반란(KBS) - 그린월드 법무관(호세 페러)
- 데블스 오운(SBS) - 톰 오메라(해리슨 포드)
- 사막의 보석(KBS) - 벤트(니엘스 안데르스 토른)
- 벤허(KBS) - 필라투스(프랭크 트링)
- 아메리칸 스윗하트(KBS) - 킹먼(스탠리 투치)
- 15분(KBS) - 리온(에이버리 브룩스)
- 콰이강의 다리(KBS) - 미우라(카츠모토 케이치로)
- 닥터 지바고(86년 더빙판/KBS) - 알렉산더(랠프 리처드슨)
- 사랑의 마을 에버우드(EBS) - 앤디 브라운 박사(트리트 윌리엄스)
- 라스베이거스 대부(KBS) - 주니어(레이 샤키)
- 007 살인번호(KBS) - 덴트 교수(앤서니 도슨)
- 007 황금 총을 가진 사나이(KBS) - 스카라망가(크리스토퍼 리)
- 마네킹2(SBS) - 스피츨러(테리 키저)
- 인조인간(KBS) - 악당 2
- 압솔롬 탈출(KBS) - 마렉(스튜어트 윌슨)
- 위대한 산티니(KBS) - 헤지페스 대령(폴 맨티)
- 갈매기의 꿈(KBS) - 조나단의 아버지(리처드 크레나) / 창(안필립)
- 나바론2(KBS)
- 프라이멀 피어(KBS) - 버드 얀시(테리 오퀸)
- 본 아이덴티티(KBS) - 콘클린(크리스 쿠퍼)
  - 본 슈프리머시(KBS) - 콘클린(크리스 쿠퍼)
- 센스 앤 센서빌리티(KBS) - 브랜든(앨런 리크먼)
- 로메로(SBS) - 로메로(라울 줄리아)
- 나의 사랑 나의 기사(KBS)
- 프린세스 브라이드(KBS) - 이니고(맨디 파티킨)
- 버틀러(KBS) - 로널드 레이건(앨런 릭먼) / 잰킨스(존 P. 페르티타)
- 콘스탄트 가드너(KBS) - 저스틴 퀘일(레이프 파인스)
- 위대한 탄생(KBS)
- 엘 시드 (KBS)
- 오만과 편견(KBS) - 베넷(도널드 서덜랜드)
- 검은 고양이 흰 고양이(KBS) - 다단(스르잔 토도로비치)
- 마우스 헌트(SBS) - 어니(네이단 레인)
- 아메리칸 코만도(SBS) - 멕베인(크리스토퍼 월켄)
- 장 폴 벨몽도의 밤의 추적자(SBS) - 미노스(아달베르토 마리아 메를리)
- 엘 시드(KBS) - 산초 왕자(게리 레이먼드)
- 파리의 고갱(KBS)
- 라스무스와 방랑자(EBS) - 리프(자를 쿨레)
- 오복성(KBS) - 랭스(풍쉬범)
- 7인의 독수리(KBS) - 맥 케이브(제임스 코번)
- 슈퍼맨 2(86년 더빙판/KBS)
- 아이언 이글(SBS) - 채피(루이스 고셋 주니어)
- 이유 없는 반항(KBS) - 레이(에드워드 플랫)
- 마스크(SBS) - 켈러웨이 경위(피터 리거트)
- 정글북 - 바기라(벤 킹즐리)
- 바람과 함께 사라지다(KBS) - 조나스 윌커슨(빅터 조리) / 음악가 / 군인
- 아나스타샤(KBS) - 페트로빈(사스차 피토프)
- 사랑의 마라톤 300마일(KBS) - 의사(그레고리 시에라)
- 킥 복서(SBS) - 테일러(해스켈 V. 앤더슨 3세)
- 딥 스타 식스(SBS) - 레이드로우(타우린 블랑크)
- 간디 (KBS) - 다니엘스(데이빗 갠트) / 인도인(알록 나스)
- 아란의 사람들(KBS) - 아란의 남자(콜먼 킹)
- 4차원의 포로 (SBS) - 롱스트릿(에릭 크리스마스/마일스 맥나마라)
- 스미스씨 워싱턴에 가다(KBS) - 노지(찰스 레인) / 라디오 해설자(H. V. 칼텐본)
- 크러쉬 (SBS) - 마이클(매튜 워커)
- 이연걸의 탈출 (SBS) - 데이빗(왕소)
- 난파선 (KBS) - 매릭(가브리엘 번)
- 아라비아의 로렌스 (KBS) - 파이잘 왕자(앨릭 기니스)
- 천국의 열쇠 (KBS) - 장교(리처드 루) / 프란시스의 삼촌(J. 안소니 휴스)
- 킬러의 보디가드 2 (KBS) - 마이클 브라이스 시니어(모건 프리먼)
- 듄 (SBS) - 레토 공작(위르겐 프로흐노)
- 39계단 (KBS) - 코퍼(존 로리) / 열차 승객(거스 맥노튼)
- 예수라 불리는 아이 (SBS) - 요셉(버킴 페뮤)
- 특공대작전 (KBS) - 조셉(찰스 브론슨)
- 로보캅 2 (SBS) - 로보캅(피터 웰러)
- 로보캅 3 (KBS) - 폴 맥다겟(존 캐슬)

### 종교영화
- 영화 십계 - 모세
- 위대한 생애 - 예수

### 외국드라마
- 고스트 앤 크라임 (KNN) - 더발로스 검사 (미겔 샌도벌)
- 남과 북 (KBS, EBS) - 윌리엄(존 엔더슨,KBS) / 손턴(EBS)
- 샌디베이의 악동들 (KBS) - 토비의 아버지(데이빗 버진)
- 닥터후 (KBS) - 12대 닥터(피터 카팔디)
- 아카풀코 해변수사대 (SBS) - 아서(그라함 헤이우드)
- 엑스파일 (KBS) - 키시 국장대리(제임스 피킨스 주니어)
- 닥터 하우스 (SBS) - 그레고리 하우스 (휴 로리)
- 여총리 비르기트 (CNTV) - 피터슨(무소속 의원)
- 삼총사 (KBS) - 추기경(피터 카팔디)
- 트윈 픽스 (KBS) - 벤자민 혼 (리차드 베이머) / 리랜드 팔머 (레이 와이즈) / 고든 콜 (데이빗 린치)
- 어스시의 마법사(KBS) - 타이가스 왕(세바스찬 로체)
- 한여름 밤의 꿈 (KBS) - 티시어스(존 해나)
- V (KBS)

## 방송
- 동물의 왕국 (KBS) - 해설
- 아직도 못 다 부른 노래 (여수MBC)
- 물은 생명이다 (SBS)
- 외로운 저항 탱크맨 (KBS)
- 스타다큐 (MBC)
- 도시의 생명선 하천 (MBC)
- CGNTV 특집 다큐멘터리 은혜의 강 아마존 1부 - 김철기, 허운석 선교사(CGNTV)
- KBS 무대 10년(불효시대) (KBS 제2라디오)
- KBS 무대 10년(선택) (KBS 제2라디오)
- KBS 무대 10년(홍어) (KBS 제2라디오)
- KBS 무대 10년(헬리콥터, 날개를 접다) (KBS 제2라디오)
- 라디오 여행기(자전거 여행) (KBS 제3라디오)
- 생명 그 영원한 신비

## 드라마
- 2001년 KBS 명성황후 - 해설
- 2006년 KBS 서울 1945 - 해설
- 2010년 KBS 근초고왕 - 해설

## 게임
- 에이지 오브 엠파이어 2 - 해설
- 창세기전 3 - 오스만 누리파샤, 지그문트

## 특촬물
- 외계에서 온 우뢰매 - 에스퍼맨(심형래)
- 외계에서 온 우뢰매 전격 쓰리 작전 - 루시퍼(안대욱)
- 뉴머신 우뢰매 5 - 지구방위사령관(박암)
- 가면라이더 드라이브(대원방송) - 마카게 소이치(마영일)
- 파워레인저 애니멀포스 (대원방송) - 임마리오, 내레이션

## 수상
- 2004년 제31회 한국방송대상 성우상 라디오 독서실 《그녀가 본 세상》
- 2016년 제43회 한국방송대상 성우상 《물은 생명이다》 외